# Iturea

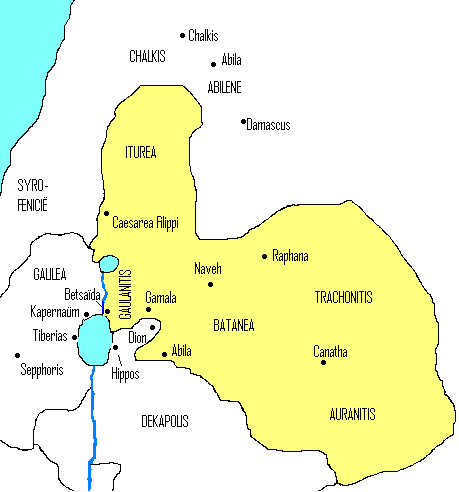
Iturea, Traconítida, Batanea, Gaulanítida, i Auranítida al segle I

Iturea és el nom grec d'una regió de Palestina anomenada a la Bíblia Jetur, del nom d'un fill d'Ismael. Si bé Iturea o Jetur com territori només és esmentat a la Bíblia els itureus com a poble són esmentats per altres fonts: Eupòlemos diu que foren una de les tribus conquerides pel rei David; també els esmenten Estrabó, Plini el vell, i Flavi Josep.
Al segle i aC Iturea era inclosa en el regne de Ptolemeu fill de Mennaeus (Regne de Calcis) que va regnar del 85 aC al 40 aC; controlava extensos territoris al modern Líban incloent les muntanyes iturees amb capital a Calcis, des d'on terroritzava Damasc; el 64 aC va pagar una forta suma (1000 talents) a Pompeu per assegurar la corona i la pau, però va haver de cedir part d'Iturea i altres regions als romans; el va succeir el seu fill Lisànies I a qui Dió Cassi anomena com a "rei dels itureus", que fou executat per ordre de Marc Antoni vers el 36 aC, a petició de Cleòpatra. Antoni va cedir el seu domini (i altres) a Egipte però Cleòpatra va morir a Actium el 30 aC.
Vers el 28 aC o una mica més tard, Iturea i comarques adjacents (Abilene i Traconítida) van caure en mans d'un cap anomenat Zenòdor, que probablement les va comprar als romans però a la seva mort vers el 20 aC August va concedir la regió a Herodes el Gran, el qual va morir el 4 aC. El seu fill Herodes Filip el va succeir com a tetrarca de Bashan (que incloïa Batanea, Iturea, Traconítida i Auranítida) mentre que Lisànies II (possible fill de Lisànies I) apareix vers el 15 dC governant l'Abilene i alguna zona de Gaulanitida o d'Iturea.
En una inscripció datada l'any 6, Quint Emili Secundus explica que fou enviat contra els itureus de les muntanyes del Líban, el que fa pensar que en aquest temps els itureus vivien allí però és probable que el nom d'Iturea fos donat no sols als territoris que ocupaven sinó a regions que havien ocupat abans.
El 38 Iturea i una part de la Traconítida (o potser la Gaulanítida) amb seu a Arca foren donades per Cal·lígula a Sohem o Soem (Soemus), anomenat altre cop per Dió Cassi (i també per Tàcit) rei dels itureus. Soemus va morir el 49 i el seu regne es va incorporar a la província de Síria. Una altra part d'Iturea fou concedida per Cal·lígula a Herodes Agripa I, i Claudi li va afegir Abilene l'any 41 (on havia governat anteriorment el ja esmentat Lisànies II); en aquest mateix any 41 Claudi va cedir Calcis, amb títol reial, a Herodes de Calcis.

## Llista de governants
- Ptolemeu de Calcis 85-40 aC
- Lisànies I 40-33 aC
- Zenòdor de Traconítida 33-20 aC
- Herodes el Gran 20 aC-4 aC
- Lisànies II 4 aC- 37 i Herodes Filip II 4 aC - 34
- Sohemus d'Iturea 38-49
- A Síria (província romana) 49